# Immokalee
Immokalee är en ort (CDP) i Collier County, i delstaten Florida, USA. Enligt United States Census Bureau har orten en folkmängd på 24 154 invånare (2010) och en landarea på 58,8 km².

## Kända personer från Immokalee
- Ovince Saint Preux, MMA-utövare